# Fabrice Ondoa
Joseph Fabrice Ondoa Ebogo (ur. 24 grudnia 1995 w Jaunde) – kameruński piłkarz grający na pozycji bramkarza w łotewskim klubie – Auda i reprezentacji Kamerunu.

## Kariera klubowa
Jego pierwszym klubem była Akademia piłkarska Samuela Eto’o.
W wieku 13 lat dołączył do młodzieżowych drużyn FC Barcelony, a w 2014 roku podpisał kontrakt z jej drugą drużyną. 7 stycznia 2016 roku podpisał 3-letni kontrakt z klubem Gimnàstic Tarragona, grającym w Segunda División, jednak został przydzielony do drużyny stowarzyszonej Pobla de Mafumet. W sierpniu 2016 roku został wypożyczony do klubu Sevilla Atlético.

## Kariera reprezentacyjna
28 sierpnia 2014 Fabrice został powołany na mecze z Demokratyczną Republiką Konga i WKS. 6 września zadebiutował w reprezentacji Kamerunu w meczu z Demokratyczną Republiką Konga, wygranym przez Kamerun 2:0.

## Statystyki kariery klubowej
| Klub             | Sezon            | Liga  | Liga | Puchar | Puchar | Europa | Europa | Inne  | Inne | Razem | Razem |
| Klub             | Sezon            | Mecze | Gole | Mecze  | Gole   | Mecze  | Gole   | Mecze | Gole | Mecze | Gole  |
| ---------------- | ---------------- | ----- | ---- | ------ | ------ | ------ | ------ | ----- | ---- | ----- | ----- |
| FC Barcelona B   |                  |       |      |        |        |        |        |       |      |       |       |
| 2014/15          | 0                | 0     | –    | –      | –      | –      | –      | –     | 0    | 0     |       |
| Razem            | 0                | 0     | –    | –      | –      | –      | –      | –     | 0    | 0     |       |
| Razem w karierze | Razem w karierze | 0     | 0    | –      | –      | –      | –      | –     | –    | 0     | 0     |